# Spider-Man: Into the Spider-Verse (trilha sonora)
A trilha sonora do filme de animação norte-americano de super-heróis de 2018, Spider-Man: Into the Spider-Verse, baseado na encarnação de Miles Morales do personagem Homem-Aranha da Marvel Comics e produzido pela Sony Pictures Animation, consiste em uma trilha sonora com músicas originais escritas e inspiradas no filme e uma trilha sonora original composta por Daniel Pemberton. A trilha sonora foi lançada sob o título Spider-Man: Into the Spider-Verse (Soundtrack from & Inspired by the Motion Picture) pelo selo Republic Records em 14 de dezembro de 2018, enquanto a trilha sonora de Pemberton foi lançada como Spider-Man: Into the Spider-Verse (Original Score) pelo selo Sony Classical três dias depois.
A versão japonesa tem sua própria música tema intitulada “PS RED I” de TK de Ling Tosite Sigure.

## Trilha sonora
A trilha sonora apresenta músicas interpretadas por uma série de artistas, incluindo Vince Staples, Jaden Smith, Nicki Minaj, Lil Wayne, Ski Mask the Slump God, Ty Dolla Sign, Post Malone, Swae Lee, Anuel AA, Thutmose, Coi Leray, o falecido Juice Wrld e o falecido XXXTentacion. A trilha sonora foi apoiada pelos singles "Sunflower" e "What's Up Danger". Foi lançada pela Republic Records em 14 de dezembro de 2018, mesmo dia do lançamento do filme nos cinemas. Uma versão deluxe da trilha sonora, com versões remixadas de "Sunflower" e "Scared of the Dark" como faixas bônus, foi lançada em 22 de fevereiro de 2019. A música da trilha sonora foi feita para representar "o que um adolescente como [o personagem principal Miles Morales] está ouvindo em todo o país."

### Lista de faixas
| N.º            | Título               | Producer(s)                               | Duração |  |
| 1.             | "What's Up Danger"   | Black Caviar Blackway                     |         |  |
| 2.             | "Sunflower"          | Bell Lang                                 |         |  |
| 3.             | "Way Up"             | Rambert Young Fyre                        |         |  |
| 4.             | "Familia"            | Bantu Kembo                               |         |  |
| 5.             | "Invincible"         | Keith                                     |         |  |
| 6.             | "Start a Riot"       | Isaac Kyduh [a]                           |         |  |
| 7.             | "Hide"               | PD Beats Neil Blanco                      |         |  |
| 8.             | "Memories"           | Avedon                                    |         |  |
| 9.             | "Save the Day"       | Arroyo                                    |         |  |
| 10.            | "Let Go"             | Jailo Carl Rushing [c]                    |         |  |
| 11.            | "Scared of the Dark" | Ben Billions Infamous John Cunningham [c] |         |  |
| 12.            | "Elevate"            | DJ Khalil Didier [b]                      |         |  |
| 13.            | "Home"               | Take a Daytrip                            |         |  |
| Duração total: | Duração total:       | Duração total:                            | 41:35   |  |

| N.º            | Título                       | Producer(s)                               | Duração |  |
| 14.            | "Sunflower (Remix)"          | Bell Lang G.O Kings Bred [d]              |         |  |
| 15.            | "Scared of the Dark (Remix)" | Ben Billions Infamous John Cunningham [c] |         |  |
| Duração total: | Duração total:               | Duração total:                            | 50:10   |  |

| N.º | Título                                  | Producer(s)           | Duração |  |
| 1.  | "What's Up Danger (Black Caviar Remix)" | Black Caviar Blackway |         |  |

### Gráficos
A trilha sonora de Spider-Man: Into the Spider-Verse estreou na quinta posição na Billboard 200 dos EUA com 52.000 unidades equivalentes a álbuns, incluindo 14.000 em vendas puras de álbuns. Na semana que terminou em 17 de janeiro de 2019, a trilha sonora subiu para sua posição de pico na segunda posição, principalmente devido ao seu single principal "Sunflower" alcançando a primeira posição na Billboard Hot 100 dos EUA.
 

## Pontuação
Em julho de 2018, foi revelado que Daniel Pemberton estaria compondo a trilha sonora de Into the Spider-Verse. Pemberton disse que "foi um prazer entrar no Spider-Verse com uma gama tão incrível de colaboradores e diretores verdadeiramente inovadores", e disse que "[ele se sentiu] muito sortudo por ter feito parte disso e ter a oportunidade de criar um universo musical totalmente novo para um dos super-heróis mais amados do mundo - o Homem-Aranha". Spring Aspers, chefe de música e assuntos criativos da Sony Pictures, elogiou a trilha sonora de Pemberton, chamando-a de "uma mistura perfeita de influências que captura o mundo do Brooklyn de Miles Morales e a mensagem inclusiva e otimista de heroísmo do filme: que quando é hora de se destacar, qualquer um pode usar a máscara". A trilha sonora foi lançada em CD e em formato digital, com o formato digital apresentando faixas adicionais à versão em CD.
Pemberton estava "inicialmente cético de que um filme de super-herói animado de grande orçamento seria um local bem-vindo para sua experimentação".
A trilha sonora de Pemberton combinou vários elementos, incluindo "a orquestra esperada com batidas de trap, scratching e outros elementos de hip hop e turntablist". Outro elemento encontrado na trilha sonora ' Into incluiu o estalo de um teclado de computador sendo apresentado em uma peça definida. O motivo para o Rei do Crime (ou Wilson Fisk) é executado por uma caneta de clique. A trilha sonora apresentou um uso notável de scratching de toca-discos. Em suas notas de capa para o álbum, Pemberton elaborou que a ideia de "usar sons gerados em um toca-discos de DJ como um elemento-chave" na trilha sonora surgiu após sua consideração do tipo de música que um adolescente estaria ouvindo. À medida que a história do filme se torna mais centrada na ação, a trilha sonora se inclina mais para seus elementos orquestrais, embora seus elementos de hip-hop e scratching continuem por toda parte.
Pemberton elaborou que para "riscar a orquestra", a equipe que trabalhava na música do filme iria "gravar e mixar todos os músicos ao vivo - depois transferir para 'vinil' - e então passaria horas colocando as notas de volta na mixagem, compasso por compasso, com o incrível [DJ Blakey] ". Os dois usaram o software Serato DJ para "girar e arranhar virtualmente a gravação orquestral descompactada". Incluído na trilha sonora está um efeito sonoro associado ao personagem Prowler, que Pemberton criou processando o som de trombetas de elefantes por meio de um filtro de áudio. A trilha sonora também incluía "muitas camadas semelhantes a efeitos sonoros que alimentam o que os efeitos sonoros estão fazendo".
A primeira faixa da trilha sonora, "Into the Spider-Verse", tem uma paisagem sonora em camadas por um " crescendo que leva a uma verdadeira explosão de sons de arranhões". A trilha estabelece ainda mais elementos do hip-hop, incluindo bateria, elementos eletrônicos, orquestrais e de percussão. A faixa "Green Goblin Fight" "é parte EDM e apresenta um monte de uivos eletrônicos verdadeiramente assustadores". Mais tarde, "The Amazing Spider-Man" invoca um tema heróico que inclui um leitmotiv de três notas. Embora inclua leitmotivs, Pemberton declarou: "Um tema não precisa necessariamente ser um leitmotiv melódico; pode ser uma espécie de ruído louco. No primeiro filme, tivemos isso com o Prowler. O ruído do Prowler é muito reconhecível e é um tema, mas é apenas um ruído louco. Enquanto Miles tem temas que são mais tradicionais, musicais e melódicos".

### Lista de faixas
Todas as músicas compostas por Daniel Pemberton.
| N.º            | Título                          | Duração |  |
| 1.             | "Into the Spider-Verse"         |         |  |
| 2.             | "Only One Spider-Man"           |         |  |
| 3.             | "Visions Brooklyn 1, 2, 3"      |         |  |
| 4.             | "Security Guard"                |         |  |
| 5.             | "Comic Book"                    |         |  |
| 6.             | "Green Goblin Fight"            |         |  |
| 7.             | "The Amazing Spider-Man"        |         |  |
| 8.             | "The Collider"                  |         |  |
| 9.             | "Destiny"                       |         |  |
| 10.            | "Escape the Subway"             |         |  |
| 11.            | "Mi Amor"                       |         |  |
| 12.            | "Spider-Training"               |         |  |
| 13.            | "Rest In Peace"                 |         |  |
| 14.            | "My Name Is Peter B. Parker"    |         |  |
| 15.            | "For The Love of MJ"            |         |  |
| 16.            | "Peter Enters the Spider-Verse" |         |  |
| 17.            | "Cemetery Splat"                |         |  |
| 18.            | "Catch the S Train"             |         |  |
| 19.            | "Quantum Physics"               |         |  |
| 20.            | "Gimme the Goober"              |         |  |
| Duração total: | Duração total:                  | 1:21:00 |  |

## A Very Spidey Christmas
A Sony Pictures Animation revelou que um álbum de extended play baseado em uma piada descartável apresentada em Into the Spider-Verse estava programado para ser lançado em 21 de dezembro de 2018. O produtor Phil Lord não sabia da habilidade de Chris Pine de cantar antes da gravação. O EP, intitulado A Very Spidey Christmas, apresenta 5 músicas natalinas interpretadas pelos membros do elenco Chris Pine, Shameik Moore, Jake Johnson e Jorma Taccone. O EP apresenta um cover da música "Jingle Bells" intitulada "Spidey-Bells (A Hero's Lament)", interpretada por Pine, que foi apresentada nos créditos finais do filme. Um cover de "Deck the Halls" de Johnson também é destaque no EP. Ambas as músicas foram lançadas como singles em 20 de dezembro de 2018.

### Lista de faixas
| N.º            | Título                                          | Artist(s)      | Duração |  |
| 1.             | "Joy to the World"                              | Shameik Moore  |         |  |
| 2.             | "Spidey-Bells (A Hero’s Lament)"                | Chris Pine     |         |  |
| 3.             | "Deck the Halls"                                | Jake Johnson   |         |  |
| 4.             | "Up on the House Top"                           | Chris Pine     |         |  |
| 5.             | "The Night Before Christmas 1967 (Spoken Word)" | Jorma Taccone  |         |  |
| Duração total: | Duração total:                                  | Duração total: | 10:56   |  |